# 服部寿希
服部 寿希（はっとり としき、1999年3月9日 - ）は、中央競馬（JRA）・栗東トレーニングセンター所属であった元騎手。愛知県出身。

## 来歴
家族に競馬関係者はおらず、競馬ファンの父の影響で騎手を志望。
中学3年生の時にJRA競馬学校を受験するが、不合格。1年間東関東馬事専門学院に通った後に再度受験し、合格した。
2015年、JRA競馬学校騎手課程の第34期生として入学し
、2018年2月に競馬学校を卒業。
2018年3月にデビューし、延べ144戦目に所属する湯窪厩舎のアロマティカスで初勝利を挙げる。その後、12月に所属厩舎を離れフリー転向するが、2019年4月に栗東・石坂正厩舎への所属が発表される。
2019年にはヤングジョッキーズシリーズのトライアルラウンドに参戦し、名古屋競馬場で地方競馬での初勝利を挙げた。
2020年はデビューして初めての0勝に終わる。
石坂正調教師の定年退職に伴い、2021年3月1日より、栗東・杉山晴紀厩舎の所属となる。
2021年やまびこステークスをスナークスターで制し2年1ヶ月ぶりの勝利をメインレースで挙げる。
2024年5月19日付で騎手免許を取り消し、引退した。直後の5月21日からは、前年12月に引退した元先輩騎手の松田大作が京都・祇園に開業したバーの従業員として働いている。

## 騎乗成績

### 概要
|        | 日付         | 競馬場・開催   | 競走名       | 馬名           | 頭数 | 人気 | 着順 |
| ------ | ------------ | -------------- | ------------ | -------------- | ---- | ---- | ---- |
| 初騎乗 | 2018年3月3日 | 1回小倉7日目1R | 3歳未勝利    | クリノモリゾ   | 13頭 | 12   | 13着 |
| 初勝利 | 2018年9月8日 | 4回阪神1日目7R | 3歳上500万下 | アロマティカス | 12頭 | 7    | 1着  |

### 年度別成績
| 年度   | 平地競走 | 平地競走 | 平地競走 | 平地競走 | 平地競走 | 平地競走 | 平地競走 |
| 年度   | 1着      | 2着      | 3着      | 騎乗数   | 勝率     | 連対率   | 複勝率   |
| ------ | -------- | -------- | -------- | -------- | -------- | -------- | -------- |
| 2018年 | 2        | 4        | 4        | 217      | .009     | .028     | .046     |
| 2019年 | 1        | 2        | 4        | 174      | .006     | .017     | .040     |
| 2020年 | 0        | 0        | 3        | 89       | .000     | .000     | .034     |
| 2021年 | 1        | 2        | 2        | 78       | .013     | .038     | .064     |
| 2022年 | 2        | 3        | 3        | 106      | .019     | .043     | .075     |
| 2023年 | 0        | 0        | 0        | 16       | .000     | .000     | .000     |
| 2024年 | 0        | 0        | 0        | 1        | .000     | .000     | .000     |
| 中央   | 6        | 11       | 16       | 681      | .009     | .025     | .048     |

騎手名鑑 JRAを参照